# Amanisakheto
Amanisakheto (Kr. e. 1. század vége – 1. század eleje) núbiai kusita királynő, a meroitikus időszak uralkodója.
A királynő uralkodása hozzávetőlegesen arra a korszakra tehető, amikor az Augustus császár uralkodása alatt megkezdődött, a Kr. e. 20-as évek Alsó-Núbiáért folytatott kusita – római háborúskodásokat a Kr. e. 22-ben megkötött számoszi békével zárta le a két birodalom.
Ez a béke és a Mediterrán világgal folytatott kereskedelmi utak státuszának rendeződése igazi kulturális virágkor kezdetét jelentette a Meroitikus királyság számára.

## Sírja és kincsei

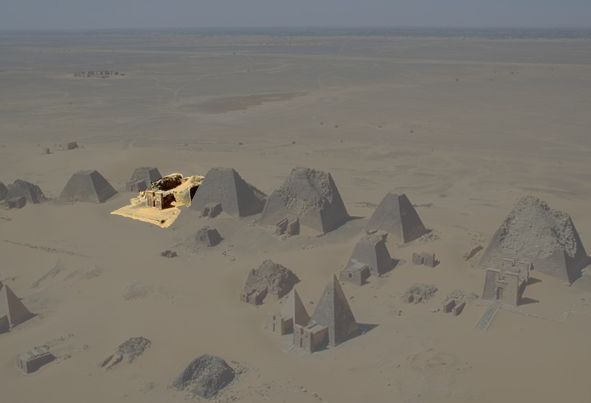
A királynő piramisa kiemelve a meroéi Északi temetőben

Amanisakheto királynő azonban elsősorban piramisában előkerült kincsei miatt vált ismertté.
A meroéi Északi piramistemetőben álló piramisának rablóásatásainak közben Giuseppe Ferlini olasz kalandor bukkant a fantasztikus ékszerleletre 1832-ben. Az arany és drágakő nyakláncok, karperecek, fülbevalók, gyűrűk és egyéb ékszerek a meroitikus fémművesség különlegesen magas színvonaláról tanúskodnak. Ezeket a munkákat egyébiránt ma már csak a meroitikus templomok és halotti kápolnák reliefjein ábrázolt ékszereken csodálhatnánk meg.
A kincset Ferlini számos európai gyűjtőnek és múzeumnak adta el, legnagyobb része ma a müncheni Staatliches Museum Ägyptischer Kunst kiállításán tekinthető meg.
Az ékszerek minden valószínűség szerint nem a tömör piramis felépítményből származnak, ahogy azt a kalandor elhíresztelte, hanem a piramis alatti sírkamrából származnak. Mindenesetre ez a beszámoló, azzal a szomorú következménnyel járt, hogy szinte az összes meroéi piramist megrongálták a későbbi kincskeresők.